# Юранциці
Юранциці (пол. Jurancice) — село в Польщі, у гміні Роєво Іновроцлавського повіту Куявсько-Поморського воєводства.
Населення — 42 особи (2011).
У 1975-1998 роках село належало до Бидгощського воєводства.

## Демографія
Демографічна структура станом на 31 березня 2011 року:
|          | Загалом | Допрацездатний вік | Працездатний вік | Постпрацездатний вік |
| -------- | ------- | ------------------ | ---------------- | -------------------- |
| Чоловіки | 26      | 10                 | 14               | 2                    |
| Жінки    | 16      | 2                  | 8                | 6                    |
| Разом    | 42      | 12                 | 22               | 8                    |